# Savage (film)
Savage è un film per la televisione statunitense del 1973 diretto da Steven Spielberg.

## Trama
Paul Savage, noto reporter televisivo indaga sulla corruzione tra alcuni politici e un candidato alla Corte Suprema.